# Krasznai László
Krasznai László, Krautszider, (Újpest, 1930. március 2. – Kulcs, 2007. augusztus 3.) magyar labdarúgó, csatár.

## Pályafutása
Az 1950-es őszi idényben a Bp. Dózsa labdarúgója volt. Az élvonalban 1950. december 3-án mutatkozott be az ÉDOSZ ellen, ahol csapata 1–0-s győzelmet aratott. Ezzel az egy mérkőzéssel tagja volt a bronzérmes csapatnak. 1952 és 1961 között a Sztálin Vasmű együttesében játszott. Az élvonalban összesen 50 mérkőzésen lépett a pályára és 11 gólt szerzett.
1966-ban a Mezőfalvai KSK csapatát irányírtotta. 1970-ben az Ercsi Kinizsi edzője lett. 1974-ben újra a Mezőfalva trénere lett.

## Sikerei, díjai
- Magyar bajnokság
  - bajnok: 1950-ősz